# Берка (Хунедоара)
Берка (рум. Berca) насеље је у Румунији у округу Хунедоара. Oпштина се налази на надморској висини од 265 m.

## Становништво
Према подацима из 2011. године у насељу је живело 3096 становника.